# Иванов, Иван Андреевич (Герой Социалистического Труда)
Иван Андреевич Иванов (1904—1987) — советский железнодорожник, Герой Социалистического Труда (1959).

## Биография
Иван Андреевич Иванов родился в 1904 году в Санкт-Петербурге. Окончил семь классов школы. Окончил рабфак, а в 1924 году — Петроградский институт инженеров путей сообщения, после чего работал начальником участка пути Дно-Рыбинск Северо-Западной железной дороги. После срочной службы в Рабоче-Крестьянской Красной Армии вновь работал начальником участка на железной дороге, на сей раз между Москвой и Ленинградом. Командировался в США для изучения американского опыта эксплуатации железных дорог.
В 1931—1933 годах Иванов работал в системе Управления пути Народного комиссариата путей сообщения СССР в качестве старшего инженера, начальника сектора. В 1933—1935 годах находился на преподавательской работе в Московском институте инженеров транспорта, а 1935—1940 годах — работал начальником службы пути Омской железной дороги. С 1940 года Иванов работал в Научно-исследовательском институте пути и путевого хозяйства в качестве заместителя начальника этого института. В 1942—1944 годах возглавлял технические отделы Главного управления Военно-восстановительных работ, Главного управления пути, а затем вернулся на работу в НИИ на должность начальника путейского отделения. В 1946 году защитил кандидатскую диссертацию.
С 1947 года Иванов был заместителем директора, а с 1951 года — директором Центрального научно-исследовательского института Министерства путей сообщения СССР. Принимал активное участие в разработке новых высокопрочных рельсов, новых типов железнодорожного пути, устойчивых к температурным перепадам, разрабатывал концепцию послевоенного развития железных дорог в СССР. Организовал реконструкцию и усовершенствование Экспериментальной кольцевой железной дороги своего института, оснащению возглавляемого им учреждения новейшей техникой и экспериментальной базой. Являлся членом Научно-технического совета Министерства путей сообщения СССР, членом редакционной коллегии журналов «Вестник ВНИИЖТ» и «Техника железных дорог», консультантом Большой советской энциклопедии. Активно занимался научной деятельностью, опубликовал множество научных работ.
Указом Президиума Верховного Совета СССР от 1 августа 1959 года Иван Андреевич Иванов был удостоен высокого звания Героя Социалистического Труда с вручением ордена Ленина и медали «Серп и Молот».
Скончался в 1987 году, похоронен на Николо-Архангельском кладбище Москвы.
Почётный железнодорожник. Был также награждён орденом Трудового Красного Знамени.